# Juan Manuel Muñoz Chueca
Juan Manuel Muñoz Chueca (né le 1961 à Barcelone) est un auteur et animateur espagnol de bande dessinée. Surtout connu pour avoir été responsable de la finition et de l'encrage des personnages de Francisco Ibáñez pendant quatre décennies, il a travaillé avec divers éditeurs et a dessiné des caricatures d'autres personnages, dont Mickey Mouse et Dingo de Disney. Il travaille actuellement pour l'industrie de l'animation.

## Biographie
Dès son enfance, il montre des aptitudes pour le dessin et, à l'âge de 16 ans, son père décide de le présenter à la maison d'édition Bruguera. Le directeur artistique de la maison d'édition, Blas Sanchis, se montre satisfait après lui avoir fait faire quelques essais en tant qu'encreur. En peu de temps, Muñoz devient encreur de presque toutes les bandes dessinées de la maison d'édition. Muñoz finit par encrer presque tous les personnages de Bruguera, à l'exception de Zipi y Zape, Escobar refusant d'avoir des collaborateurs sur son travail.
Il se spécialisera plus tard dans les personnages de Francisco Ibáñez, ne se limitant pas à l'encrage, et créant même quelques courtes aventures de Mortadel et Filémon comme Al oeste, al oeste (1984),.
En 1985, Francisco Ibáñez quitte la maison d'édition et perd les droits sur ses personnages, qui ont été enregistrés au nom de Bruguera. Bruguera Equip est créée pour continuer à commercialiser les personnages d'Ibáñez, et Muñoz est automatiquement intégré à cette équipe en tant que dessinateur et encreur. À cette époque, la quantité de bandes dessinées à vendre est plus importante que la qualité des dessins. Les artistes travaillent donc sous pression et utilisent même une machine à tracer pour maintenir les proportions des personnages et la fidélité au style de l'auteur. Cependant, Muñoz maintiendra la qualité et finira par produire des aventures entièrement créées par lui. De cette période date l'album A la caza del Chotta, peut-être l'un des mieux accueillis du public, qu'il a produit avec le scénariste Jesús de Cos.
Bruguera était en crise depuis quelques années et le jeune Juan Manuel Muñoz travaillait sans salaire sous la menace d'être licencié, il a donc cherché du travail à l'étranger. Il reçoit bientôt une offre de la maison d'édition danoise Egmont Group pour réaliser les aventures de Bamse, un grizzli créé par l'illustrateur suédois Rune Andréasson. Durant cette période, il partage un studio avec les dessinateurs Miguel Fernandez Martinez et Joaquín Cañizares Sanchez, avec qui il alterne les dessins de la sous-série de bande dessinée Mickey Mystery.
Lorsque la maison d'édition Bruguera ferme ses portes, il contacte Francisco Ibáñez, qui l'engage et entame dès lors une collaboration qui durera trois décennies. Cependant, conformément aux pratiques de l'industrie de la bande dessinée de l'époque, Juan Manuel Muñoz n'est crédité dans aucun des albums. Dans le monde de la bande dessinée, il est connu comme le bras droit de Francisco Ibáñez.
Il commence à travailler avec de nouveaux personnages qu'Ibáñez crée pour la maison d'édition Grijalbo, comme Chicha, Tato y Clodoveo et 7, Rebolling Street, une nouvelle version de 13, Rue del Percebe, et à partir de 1988, quand Ibáñez reprend le contrôle de ses personnages classiques, il revient travailler avec Mortadelo y Filemón et le reste de la bande. Dans une interview en 2019, Muñoz souligne la capacité de travail de Francisco Ibáñez qui, octogénaire, réalise les scénarios, les couvertures et 70 % des crayonnés,.
Entre 1993 et 1996, il poursuit sa collaboration avec le groupe Egmont en dessinant des personnages de Disney. Il travaille également dans le secteur de l'animation en réalisant des storyboards pour Neptune Films,.